# Ronnie Cramer
Pour les articles homonymes, voir Cramer.
Ronnie Cramer, né le 5 mai 1957 à Bismarck, Dakota du Nord (États-Unis) et mort le 29 juin 2021, est un réalisateur, directeur de la photographie, monteur, producteur, compositeur, scénariste et acteur américain.

## Filmographie

### comme réalisateur
- 1987 : Alarming Trends
- 1989 : Back Street Jane
- 1992 : Even Hitler Had a Girlfriend (en)
- 1994 : The Hitler Tapes
- 2001 : Highway Amazon (en)

### comme directeur de la photographie
- 1987 : Alarming Trends
- 1989 : Back Street Jane
- 1992 : Even Hitler Had a Girlfriend
- 1994 : The Hitler Tapes

### comme monteur
- 1987 : Alarming Trends
- 1989 : Back Street Jane
- 1992 : Even Hitler Had a Girlfriend (en)
- 1994 : The Hitler Tapes

### comme producteur
- 1989 : Back Street Jane
- 2001 : Highway Amazon (en)

### comme compositeur
- 1989 : Back Street Jane
- 1994 : The Hitler Tapes

### comme scénariste
- 1989 : Back Street Jane

### comme acteur
- 1987 : Alarming Trends : Guitarist